# Yacine Amaouche
Yacine Amaouche (Amizour, 26 giugno 1979) è un ex calciatore algerino di ruolo trequartista o attaccante.

## Caratteristiche tecniche
Poteva essere impiegato come trequartista, ala o punta centrale.

## Carriera

### Club
Dopo aver militato nel Sidi Aich, nel 1997 è passato al JSM Béjaïa. Nella stagione 2002-2003 ha militato nel JS Kabylie. Nel 2003 è tornato al JSM Béjaïa. Nel 2004 è passato al GCR Mascara. Nella stagione successiva ha militato nelle file del MO Béjaïa. Nel 2006 si è trasferito al Batna. Nel 2007 è stato ingaggiato dal JS Kabylie. Nel 2009 è tornato al Batna. Nel 2011 si è trasferito all'USO Amizour. Ha concluso la propria carriera nel 2012, dopo aver militato per una stagione all'ORB Akbou.

### Nazionale
Ha debuttato in Nazionale il 20 gennaio 2000, nell'amichevole Burkina Faso-Algeria (1-0). Ha messo a segno la sua prima rete con la maglia della Nazionale il 24 settembre 2002, in Algeria-Uganda (1-1), siglando la rete del definitivo 1-1 nel primo minuto del secondo tempo. Ha partecipato, con la Nazionale, alla Coppa d'Africa 2000. Ha collezionato in totale, con la maglia della Nazionale, quattro presenze e una rete.

## Statistiche

### Cronologia presenze e reti in nazionale
| Cronologia completa delle presenze e delle reti in nazionale ― Algeria | Cronologia completa delle presenze e delle reti in nazionale ― Algeria | Cronologia completa delle presenze e delle reti in nazionale ― Algeria | Cronologia completa delle presenze e delle reti in nazionale ― Algeria | Cronologia completa delle presenze e delle reti in nazionale ― Algeria | Cronologia completa delle presenze e delle reti in nazionale ― Algeria | Cronologia completa delle presenze e delle reti in nazionale ― Algeria | Cronologia completa delle presenze e delle reti in nazionale ― Algeria |
| Data                                                                   | Città                                                                  | In casa                                                                | Risultato                                                              | Ospiti                                                                 | Competizione                                                           | Reti                                                                   | Note                                                                   |
| ---------------------------------------------------------------------- | ---------------------------------------------------------------------- | ---------------------------------------------------------------------- | ---------------------------------------------------------------------- | ---------------------------------------------------------------------- | ---------------------------------------------------------------------- | ---------------------------------------------------------------------- | ---------------------------------------------------------------------- |
| 20-1-2000                                                              | Cotonou                                                                | Burkina Faso                                                           | 1 – 0                                                                  | Algeria                                                                | Amichevole                                                             | -                                                                      | 46’                                                                    |
| 24-9-2002                                                              | Annaba                                                                 | Algeria                                                                | 1 – 1                                                                  | Uganda                                                                 | Qual. Coppa d'Africa 2004                                              | 1                                                                      |                                                                        |
| 11-10-2002                                                             | Annaba                                                                 | Algeria                                                                | 4 – 1                                                                  | Ciad                                                                   | Amichevole                                                             | -                                                                      | 18’ 46’                                                                |
| 25-1-2003                                                              | Kampala                                                                | Uganda                                                                 | 0 – 1                                                                  | Algeria                                                                | Amichevole                                                             | -                                                                      | 59’                                                                    |
| Totale                                                                 |                                                                        | Presenze                                                               | 4                                                                      |                                                                        | Reti                                                                   | 1                                                                      |                                                                        |

## Palmarès

### Club

#### Competizioni nazionali
- Campionato algerino di calcio: 1

JS Kabylie: 2007-2008